# John Leipold
John Max Leipold (* 26. Februar 1888 in Ulster County, New York; † 8. März 1970 in Dallas, Texas) war ein US-amerikanischer Filmkomponist.

## Leben
John Leipold war in den 1930er und 1940er Jahren an über 380 Filmen als Komponist beziehungsweise musikalischer Leiter beteiligt. Für die Mitarbeit an der Filmmusik zu dem Western-Klassiker Ringo erhielt er einen Oscar. Daneben schrieb er auch die Musik für Filmmusicals wie The Big Broadcast of 1936. Sein Schaffen umfasst die Musik für mehr als 250 Produktionen.

## Filmografie (Auswahl)
- 1929: Liebesparade (The Love Parade)
- 1929: Artisten (The Dance of Life)
- 1930: Monte Carlo
- 1930: Der König der Vagabunden (The Vagabond King)
- 1931: Verhängnis eines Tages (24 Hours)
- 1931: Skippy
- 1931: Eine amerikanische Tragödie (An American Tragedy)
- 1932: Wer hat hier recht? (Lady and Gent)
- 1932: Beine sind Gold wert (Million Dollar Legs)
- 1932: Schönste, liebe mich (Love Me Tonight)
- 1932: In einem anderen Land (A Farewell to Arms)
- 1932: Der Abend des 13. Juni (The Night of June 13)
- 1932: Madame verliert ihr Kleid (This Is the Night)
- 1932: Blonde Venus
- 1932: Hot Saturday
- 1932: Shanghai-Express (Shanghai Express)
- 1932: Eine Stunde mit Dir (One Hour with You)
- 1932: Die Frau im U-Boot (Devil and the Deep)
- 1933: Ein Stück vom Mond (Three-Cornered Moon)
- 1933: Serenade zu dritt (Design for Living)
- 1933: Abenteuer in zwei Erdteilen (King of the Jungle)
- 1933: Die Marx Brothers im Krieg (Duck Soup)
- 1933: Alles für das Kind (A Bedtime Story)
- 1933: Flammenreiter (Sunset Pass)
- 1933: Panik im Zoo (Murders in the Zoo)
- 1934: You’re Telling Me!
- 1934: Die gute alte Zeit (The Old Fashioned Way)
- 1934: Sechs von einer Sorte (Six of a Kind)
- 1934: Das ist geschenkt (It’s a Gift)
- 1934: Tempel der Schönheit (Kiss and Make-Up)
- 1934: Sophie kann’s nicht lassen (The Notorious Sophie Lang)
- 1934: Die Schöne der neunziger Jahre (Belle of the Nineties)
- 1934: Prinzessin für 30 Tage (Thirty-Day Princess)
- 1934: All the King’s Horses
- 1935: Ein Butler in Amerika (Ruggles of Red Gap)
- 1935: Sein letztes Kommando (Annapolis Farewell)
- 1935: Bengali (The Lives of a Bengal Lancer)
- 1935: Der Teufel ist eine Frau (The Devil Is a Woman)
- 1935: Die Farm am Mississippi (So Red the Rose)
- 1935: Goin’ to Town
- 1936: The Big Broadcast of 1936
- 1937: Künstlerball (Artists & Models)
- 1937: Schiffbruch der Seelen (Souls at Sea)
- 1938: The Big Broadcast of 1938
- 1939: Ringo (Stage Coach)
- 1939: Geronimo, die Geißel der Prärie (Geronimo)
- 1939: Laurel und Hardy: In der Fremdenlegion (The Flying Deuces)
- 1939: Union Pacific
- 1939: Dreivierteltakt am Broadway (The Great Victor Herbert)
- 1940: Weihnachten im Juli (Christmas in July)
- 1941: Araber, Beduinen und Betrüger (Outlaws of the Desert)
- 1941: Die Falschspielerin (The Lady Eve)
- 1942: Blondie Goes to College
- 1942: Blondie’s Blessed Event
- 1942: Blondie for Victory
- 1943: Footlight Glamour
- 1943: Something to Shout About
- 1943: Mardi Gras (Kurzfilm)
- 1945: Incendiary Blonde
- 1949: Die Todeskurve (The Big Wheel)
- 1949: Zweikampf am Red River (Massacre River)
- 1949: Gespensterreiter (Riders in the Sky)
- 1953: Zaubernächte des Orients (Siren of Bagdad)